# Hummelsta
Hummelsta – miejscowość (tätort) w Szwecji, w regionie administracyjnym (län) Uppsala (gmina Enköping).
Miejscowość jest położona w prowincji historycznej (landskap) Uppland, ok. 10 km na zachód od Enköping w kierunku Västerås. Na północ od miejscowości przebiega trasa E18.
W 2010 roku Hummelsta liczyła 1002 mieszkańców.